# Josep-Lluís Serrano Pentinat
Josep-Lluís Serrano Pentinat (ur. 19 marca 1977 w Tivissa) – hiszpański duchowny katolicki, biskup Urgell i zarazem współksiążę episkopalny Andory od 2025.

## Życiorys

### Prezbiterat
Święcenia kapłańskie otrzymał z rąk Javiera Salinasa Viñalsa 21 kwietnia 2002 i został inkardynowany do diecezji Tortosa. Przez kilka lat pracował jako duszpasterz parafialny, a w latach 2007–2009 był też wykładowcą w diecezjalnym seminarium. Otrzymał przygotowanie do służby dyplomatycznej na Papieskiej Akademii Kościelnej. W latach 2012–2019 pracował jako sekretarz w nuncjaturach apostolskich w Mozambiku (2012–2016), Nikaragui (2016–2017) oraz w Brazylii (2017–2019). W 2019 został pracownikiem Sekcji Spraw Ogólnych watykańskiego Sekretariatu Stanu.

### Episkopat
12 lipca 2024 papież Franciszek mianował go biskupem koadiutorem diecezji Urgell. Sakry udzielił mu 21 września 2024 arcybiskup Edgar Peña Parra. Rządy w diecezji objął 31 maja 2025 po przejściu na emeryturę poprzednika.